# Pfarrkirche Amras

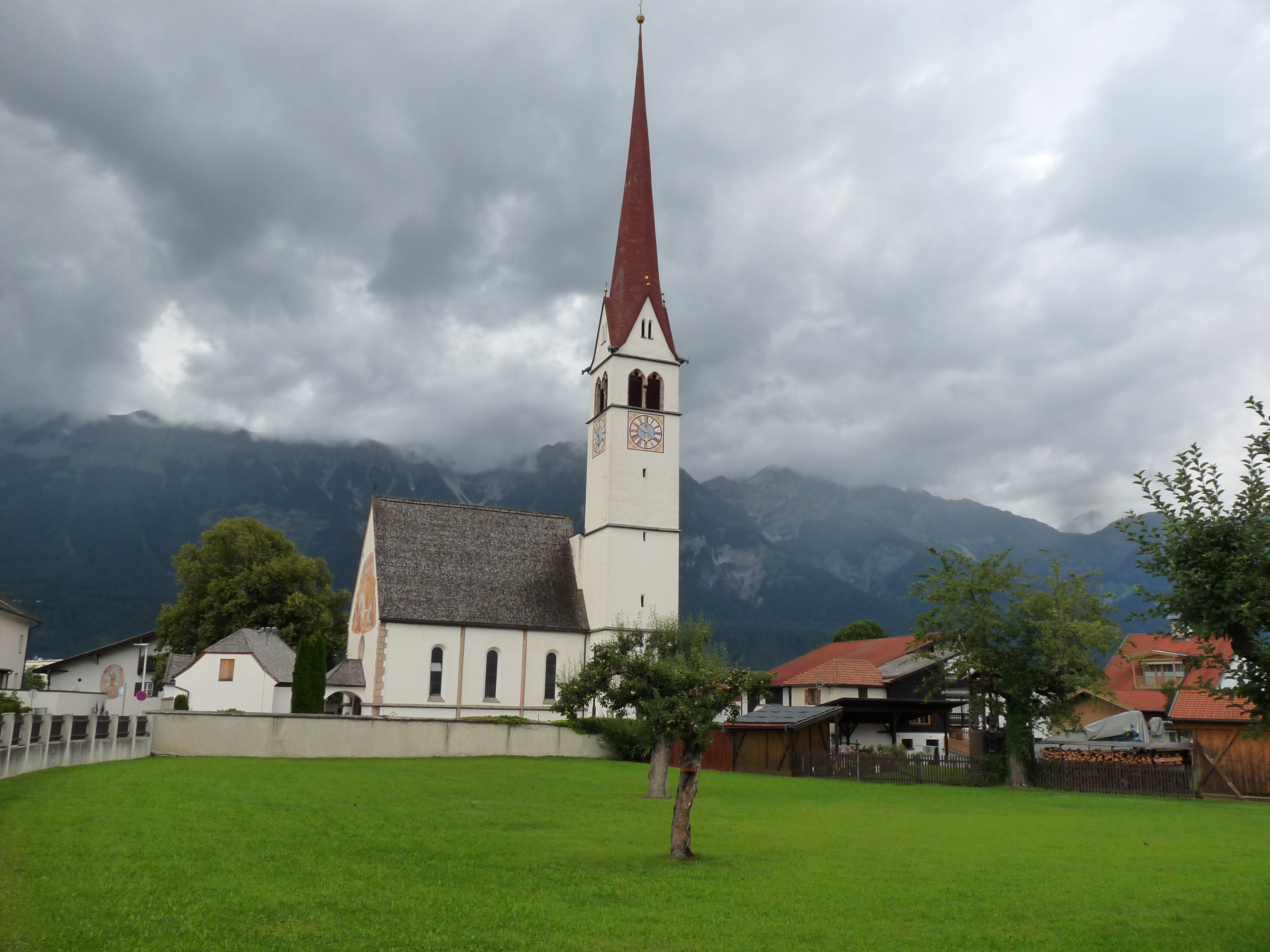
Katholische Pfarrkirche Mariä Himmelfahrt in Innsbruck-Amras

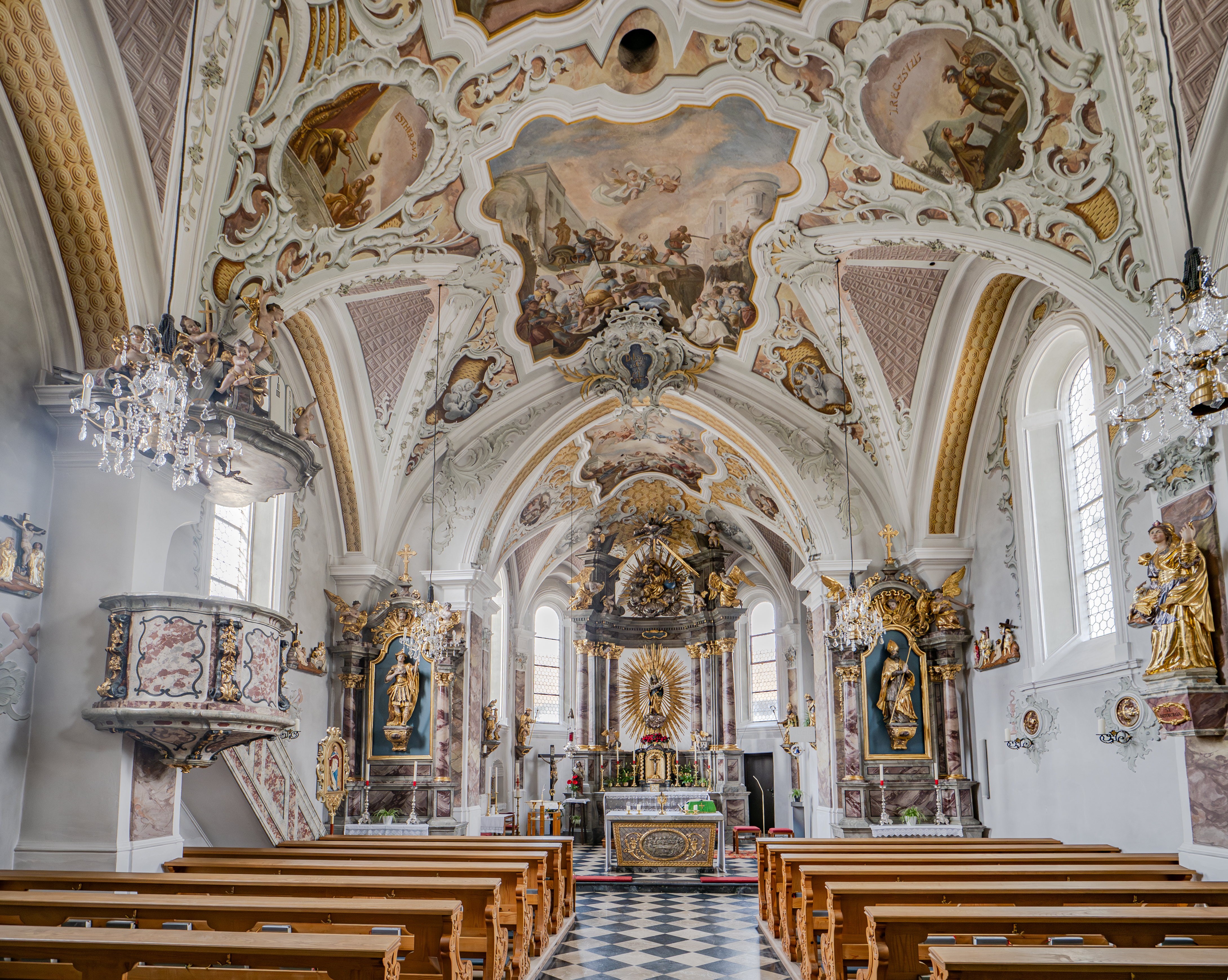
Innenansicht

Die römisch-katholische Pfarrkirche Amras steht in der Philippine-Welser-Straße im Stadtteil Amras der Stadtgemeinde Innsbruck. Die dem Patrozinium Mariä Himmelfahrt unterstellte Pfarrkirche – dem Stift Wilten inkorporiert – gehört zum Dekanat Innsbruck in der Diözese Innsbruck. Die Kirche steht unter Denkmalschutz (Listeneintrag).

## Geschichte
Urkundlich wird 1221 eine Kirche genannt, welche dem heiligen Pankratius und Bischof Zeno geweiht war, später kam der hl. Wolfgang hinzu, seit 1408 ist das Patrozinium Mariä Himmelfahrt. 1968 wurden Fundamentreste einer romanischen Apsis freigelegt.
Seit 1259 wird die Kirche von den Prämonstratensern vom Stift Wilten betreut.
1489 wurde die heutige dreijochige spätgotische Kirche geweiht. Sie hat als einzige Kirche am Innsbrucker Talboden bis heute ihren markanten gotischen Turm mit Spitzhelm erhalten. An der nördlichen Langschiffwand wurden spätgotische Wandmalereien mit Resten eines Passionszyklus aus dem Ende des 15. Jahrhunderts freigelegt. 1677, 1712 und 1756 wurde das Innere barockisiert, Josef Adam Mölk schuf die Deckenfresken.

## Architektur
Die gotische Dorfkirche, von einem Friedhof umgeben, hat ein steiles Satteldach und einen schlanken Südturm mit einem Spitzhelm, welcher weithin zu sehen ist.
An das Langhaus mit Rundbogenfenstern, Kaffgesims und Dreiecklisenen unter einem steilen Satteldach schließt ein niedrigerer Chor mit eingezogenem Chorbogen und Fünfachtelschluss. Die Schallfenster des Turmes sind gekoppelt und mit Dreipassabschluss. Das Eingangsportal in der westlichen Giebelfront hat einen Säulenportikus mit einem reich profilierten Spitzbogenportal von ca. 1460, darüber eine Wandmalerei mit der Verehrung der Muttergottes von Hans Andre (1945).
Das Kircheninnere besteht aus dem dreijochigen Langhaus mit einem spitzbogigen Triumphbogen und einem eingezogenen einjochigen Chor mit Fünfachtelschluss. An der Südseite des Chores führt ein gekehltes Spitzbogenportal mit einer alten gebänderten Eisentüre in den Turm. Über dem Portal ist ein abgefastes rundbogiges Pförtchen. Das Schiff  hat ein Stichkappengewölbe auf Pilastern und schließt im Westen mit einer geraden Empore. An den Wänden und im Gewölbe sind Rokokostukkaturen mit diese Stukkaturen imitierender Grisaillemalerei. Die Gemäldefelder zeigen im Chor Mariä Himmelfahrt, im Langhaus die Hinrichtung des Pankratius, Mariä Vermählung, über der Orgel den Heiligen Wolfgang mit Kirche, in den Gewölbezwickeln die Evangelisten und alttestamentarische Szenen und Putti.

## Ausstattung
Der Hochaltar aus der Mitte des 18. Jahrhunderts hat eine offene viersäulige Ädikula, mit einer spätgotischen Skulptur Mariä mit Kind (um 1490), im Aufsatz Gottvater mit der Heilig-Geist-Taube und Engel. Der barocke Tabernakel hat gedrehte Säulen.
Der Volksaltar zeigt am Antependium ein Relief des Abendmahls (um 1800).
An der nördlichen Langhauswand ist ein Schnitzrelief der Beweinung Christi von einem gotischen Altar um 1500 angebracht.
Das Hauptgehäuse der Orgel mit einer Skulptur des Erzengel Michael schuf Franz Reinisch I. 1840 – das Werk mit einem neuen Rückpositiv baute Reinisch-Pirchner 1960.
Die große Glocke des Läutwerks wurde 1491 vom Glockengießer Peter Löffler in Hötting gegossen. Die Glocke zeigt Wappen vom Erzherzog Sigmund, Katharina von Sachsen und Maximilian I.